# Siegfried Kalischer
Siegfried Kalischer (ur. 7 maja 1862 w Toruniu, zm. 31 marca 1954 w Kopenhadze) – niemiecki lekarz neurolog, dyrektor założonego przez siebie (1891) sanatorium Hubertus w Berlinie-Schlachtensee, poeta, autor jednego z pierwszych opisów zespołu Sturge’a-Webera.

## Życiorys
Urodził się 7 maja 1862 w Toruniu jako syn Jacoba Loebela Kalischera (1832–1913) i Rosalie z domu Glicksmann (1835–1903). Jego dziadkiem ze strony ojca był Loebel Kalischer (1799–1891), brat Zwi Hirscha Kalischera (1795–1874). Miał dwóch braci, Alberta (1867–1913) i Leopolda (1858–po 1910), oraz siostrę Betty po mężu Ritter (1860–1943). Jego brat stryjeczny Otto Kalischer (1869–1942) również był neurologiem.
Studiował medycynę na Uniwersytecie Fryderyka Wilhelma w Berlinie i na Uniwersytecie w Würzburgu, gdzie w 1885 roku otrzymał tytuł doktora medycyny po przedstawieniu dysertacji Zur Frage über den Einfluss der erblichen Belastung auf Entwicklung, Verlauf und Prognose der Geistesstörungen. W 1886 roku otrzymał aprobację. Przed 1900 rokiem pracował w laboratorium Emmanuela Mendla w Berlinie. W latach 1886–1890 praktykował w klinice neurologicznej (Nervenklinik) w Berlinie-Pankow, potem przez rok pracował jako lekarz okrętowy w Indiach Wschodnich i Zachodnich. Pracował także w poliklinice chorób dziecięcych (Kinder-Poliklinik) u Hugona Neumanna. W 1891 roku założył wspólnie z Martinem Maassem prywatną klinikę w Berlinie-Pankow, Kurhaus Hubertus. 
Związany z Berlińskim Towarzystwem Neurologii i Psychiatrii (Berliner Gesellschaft für Psychiatrie und Neurologie) oraz z Berlińskim Towarzystwem Psychiatrycznym (Psychiatrischer Verein zu Berlin). W 1912 roku został radcą sanitarnym (Sanitätsrat). Należał też do Deutsche Kakteen-Gesellschaft (do 1898). 
Był przyjacielem i lekarzem Marthe Fritsch Fontane.
Dwukrotnie żonaty, najpierw z kuzynką Theklą Kalischer (1872–1902), potem z Elin Henriques. Jego córka (z pierwszego małżeństwa) Irmgard Kalischer (1898–1979) również była lekarką. Jej pierwszym mężem był Hans Wilhelm Bernhard Thienemann (1898–1954), ślub wzięli w 1922, rozwiedli się w 1930. Drugim mężem Irmgard był filolog klasyczny Georg Rohde (1899–1960). W 1935 roku wyjechali do Ankary uciekając przed prześladowaniami.
Data emigracji Siegfrieda Kalischera nie jest pewna; w 1937 roku jego nazwisko widniało jeszcze w berlińskiej książce telefonicznej. Większość źródeł nie podaje daty śmierci i jego losów wojennych. Kalischer emigrował do Danii około 1936 roku. Zmarł 31 marca 1954 roku w Kopenhadze.
Siegfried Kalischer w 1903 opublikował tomik poezji Von Liebe, Leid und Tod pod pseudonimem Rolf Leidfried. W 1912 roku w tym samym wydawnictwie K. Siegismund Verlag ukazał się drugi tom poezji Einsame Seelen (nie jest on jednak wymieniony w haśle biograficznym w Grosse jüdische Nationalbiographie).

## Dorobek naukowy
W 1901 roku przedstawił jeden z pierwszych opisów choroby znanej dziś jako zespół Sturge’a-Webera. Zespół ten nazywany był kiedyś zespołem Sturge’a-Kalischera-Webera. Opis ten niekiedy jest błędnie przypisywany bratu stryjecznemu Siegfrieda, Ottonowi. 
Współpracował z redakcją „Jahresbericht über die Leistungen und Fortschritte auf dem Gebiete der Neurologie und Psychiatrie”, referując zagadnienia neuropsychiatryczne (tematyka afazji, schorzeń rdzenia kręgowego i rdzenia przedłużonego).

## Lista prac
- Zur Frage über den Einfluss der erblichen Belastung auf Entwicklung, Verlauf und Prognose der Geistesstörungen. Berlin: Jacoby, 1885
- Ein Fall von subacuter nuclearer Ophthalmoplegie und Extremitätenlähmung mit Obductionsbefund. (Polio-Mesencephalo-Myelitis subacuta). „Deutsche Zeitschrift für Nervenheilkunde”. 6 (3-4), s. 252–312, 1895. DOI: 10.1007/BF01673516.
- Über giftige Kakteen. Monatsschrift für Kakteenkunde 5 s. 59-60, 1895
- Ein Fall von (Influenza-) Psychose im frühesten Kindesalter. „Archiv für Psychiatrie und Nervenkrankheiten”. 29 (1), s. 231–248, 1896. DOI: 10.1007/BF02961679.
- Ueber angeborene Muskeldefecte. Neurologisches Centralblatt 15, s. 685, 1896
- Zur Casuistik der asthenischen (Bulbär-) Paralyse oder Myasthenia pseudoparalytica. „Deutsche Zeitschrift für Nervenheilkunde”. 10 (3-4), s. 321–334, 1897. DOI: 10.1007/BF01668175.
- Demonstration des Gehirns eines Kindes mit Teleangiectasie der linksseitigen Gesichts-Kopfhaut und Hirnoberfläche. „Berliner klinische Wochenschrift”. 34, s. 1059, 1897.
- Was können wir für den Unterricht und die Erziehung unserer schwachbegabten und schwachsinnigen Kinder thun? Berlin, Oehmigke 1897 ss. 30
- Ueber Amyotrophien bei Tabes, Paralyse und Hinterstrangserkrankungen. „Monatsschrift für Psychiatrie und Neurologie”. 1 (2), s. 168–182, 1897. DOI: 10.1159/000228947.
- Ein Fall von Zwangsvorstellungen und Berührungsangst im Kindesalter. „Archiv für Kinderheilkunde”. 24 (1-2), s. 47–55, 1898.
- Ueber infantile Tabes und hereditär syphilitische Erkrankungen des Centralnervensystems. „Archiv für Kinderheilkunde”. 24 (1-2), s. 56-74, 1898.
- Ueber angeborenen Muskelkrampf und Hypertrophie an der linken oberen Extremitat. Neurologisches Centralblatt  17, ss. 107-115, 1898
- Über erbliche Tabes. Berliner klinische Wochenschrift, 1898
- Die Tabes dorsalis. Sammel-Referat über Arbeiten aus den Jahren 1894-1897 (cr. Mai). „Monatsschrift für Psychiatrie und Neurologie”. 3 (2), s. 180-195, 1898. DOI: 10.1159/000228792.
- Ueber Mikrogyrie und Mikrophthalmie. Neurologisches Centralblatt 9, s. 398, 1899
- Hirnhautangiom (Demonstration von mikroskopischen Präparaten). Neurologisches Centralblatt 23, s. 1114, 1899
- Ueber Teleangiektasien mit unilateraler Hypertrophie und über Knochenverlängerung bei spinaler Kinderlähmung. „Monatsschrift für Psychiatrie und Neurologie”. 6 (6), s. 431-436, 1899. DOI: 10.1159/000228638.
- Zur Prophylaxe der chronisehen Neurosen. Med-Ztg No. 101, 1899
- Aphasie. Jahresbericht ueber die Leistungen und Fortschritte auf dem Gebiete der Neurologie und Psychiatrie, 1900
- Die Schlaflosigkeit und deren allgemeine Behandlung. Die Ärztliche Praxis 14 (11) s. 175–177, 1900
- Über die Fürsorge für schwachbegabte Kinder. Neurologisches Centralblatt s. 475
- Ein Fall von Teleangiectasie (Angiom) des Gesichts und der weichen Hirnhaut. „Archiv für Psychiatrie und Nervenkrankheiten”. 34 (1), s. 171–180, 1901. DOI: 10.1007/BF01960295.
- Ueber angeborene halbseitige Hypertrophien (partieller Riesenwuchs etc.). Centralblatt Grenzgebiet Med Chir 4, ss. 337-340, 1901
- Aphasie. Jahresbericht ueber die Leistungen und Fortschritte auf dem Gebiete der Neurologie und Psychiatrie s. 365-370, 1906
- Brücke und der Medulla oblongata. Jahresbericht ueber die Leistungen und Fortschritte auf dem Gebiete der Neurologie und Psychiatrie s. 559-567, 1906
- Clinical Notes of a New Bromine Preparation. Clinical Excerpts 15, s. 85-87, 1909
- Medikamentöse Therapie W: Max Lewandowsky (Hrsg.): Handbuch der Neurologie, 1.Bd.. Berlin: Verlag von Julius Springer, 1910
- „Zur Prognose und Therapie der Neurasthenie” (s. 177–214) W: Bericht über die 9. Deutsche Studienreise. Berlin: Deutsches Zentralkomitees für ärztliche Studienreisen, 1910
- Erkrankungen der Brücke und der Medulla oblongata. Jahresbericht ueber die Leistungen und Fortschritte auf dem Gebiete der Neurologie und Psychiatrie 15, s. 594-600, 1912
- „Der angeborene Hydrocephalus” W: Max Lewandowsky (Hrsg.): Handbuch der Neurologie, 3.Bd.. Berlin: Verlag von Julius Springer, 1912
- Über die Grenzen der Psychotherapie. Jahresbericht über die Leistungen und Fortschritte auf dem Gebiete der Neurologie und Psychiatrie 20, s. 71-76 (1916)
- Ein neues Krankheitsbild (Radio-Manie). Radio-Umschau s. 326, 1925
- Wodurch entstehen ärztliche Fehldiagnosen? Deutsche Medizinische Wochenschrift 30, s. 1233, 1925
- Die Beziehungen der Tetanie zur Epilepsie. „Archiv für Psychiatrie und Nervenkrankheiten”. 78 (1), s. 168–182, 1926. DOI: 10.1007/BF01996617.
- Zur Frage der sexuellen Aufklärung. Fortschritte der Medizin 44 (15), s. 680–681, 1926
- Über die Neuralgie des N. phrenicus. Neuralgia phrenica oder diaphragmatica. „Klinische Wochenschrift”. 7 (7), s. 314–315, 1928. DOI: 10.1007/BF01850039.
- Über ein Myelom des Schädeldaches und die Beziehungen der Myelome zu den Nervensystem. Zeitschrift für die gesamte Neurologie und Psychiatrie 117, s. 424, 1928
- „Über Myelome” (s. 232–242) W: Księga jubileuszowa Edwarda Flataua. Warszawa: Gebethner i Wolff, 1929
- Zur Psychotherapie. Fortschritte der Medizin 47 (5), 130-131, 1929
- Encephalitis Lethargica und Arteriosklerose. „Klinische Wochenschrift”. 8 (17), s. 790–791, 1929. DOI: 10.1007/BF01737700.
- Geisteskrankheit und Ehe (Erblichkeit, Eheberatung, Ehegesetze, Sterilisierung). Fortschritte der Medizin 50 (22), 923–927, 1932